# Д’Альфонсо, Лучано
Лучано Д’Альфонсо (итал. Luciano D'Alfonso; род. 13 декабря 1965, Леттоманоппелло) — итальянский политик. Президент региона Абруцци (2014—2018).

## Биография
В 1999 году окончил университет Терамо, где изучал политологию, в 2004 году получил высшее философское образование в университете имени Габриэле Д’Аннунцио в Кьети и Пескаре, а в 2019 году вновь в Терамо — юридическое со специализацией в уголовном праве и процессе, после чего заявил о намерении учиться до 60 лет и освоить к этому возрасту также архитектуру и теологию.
С 1995 по 1999 год — председатель администрации провинции Пескара.
В 2000 году избран депутатом регионального совета Абруццо от Итальянской народной партии.
В 2003 году избран мэром Пескары, в апреле 2008 года переизбран, но 5 января 2009 года ушёл в отставку (15 декабря 2008 года в рамках расследования по подозрению во взяточничестве отправлен под домашний арест).
11 марта 2013 года Д’Альфонсо и ещё 17 обвиняемых были полностью оправданы за отсутствием события преступления, а 30 марта 2015 года апелляционный суд подтвердил этот приговор (за эти годы расследование получило в прессе наименование Housework — домашняя работа).
3 февраля 2014 года оправдан по делу о коррупции времён пребывания в должности мэра Пескары, прозванному журналистами «Калигула».
26 мая 2014 года во главе левоцентристской коалиции (кроме Демократической партии, в неё входили Левые Экология Свобода, Италия ценностей, Социалистическая партия, Демократический центр и местные гражданские списки) победил на выборах губернатора Абруццо действующего губернатора, представителя партии «Вперёд, Италия» Джованни Кьоди, набрав чуть менее половины голосов и обойдя соперника на 18 %.
В феврале 2017 года стал фигурантом двух расследований прокуратуры по фактам нарушений при финансировании восстановительных работ после землетрясения 2009 года в Л’Акуиле.
16 мая 2018 года полностью оправдан апелляционным судом Л’Акуилы по делу о мошенничестве и даче ложных показаний при работах на автостраде 81 (Маре-Монти), относящемуся к периоду нахождения Д’Альфонсо во главе администрации провинции Пескара.
9 августа 2018 года после долгих юридических дискуссий объявил об отставке с должности губернатора Абруццо ввиду избрания в марте 2018 года в Сенат Италии и невозможности совмещения этих постов.
3 декабря 2019 года отправлены в архив 22 дела, возбуждённых против должностных лиц (включая губернатора Абруццо — Д’Альфонсо) после схода 18 января 2017 года лавины в Ригопиано, повлёкшего гибель 29 человек.
30 июля 2020 года избран председателем Финансовой комиссии Сената.

## Награды
- Командор ордена «За заслуги перед Итальянской Республикой» (2 июня 2005 года, награждён по инициативе правительства Италии)[15].